# Idioctis marovo
Idioctis marovo är en spindelart som beskrevs av Churchill och Raven 1992. Idioctis marovo ingår i släktet Idioctis och familjen Barychelidae. Inga underarter finns listade i Catalogue of Life.